# باربیری ۱۲۴۳۳
سیارک ۱۲۴۳۳ (به انگلیسی: 12433 Barbieri، نامگذاری:1996AF4) دوازده هزار و چهارصد و سی و سومین سیارک کشف شده‌است که در ۱۵ ژانویه ۱۹۹۶ کشف شد.
قدر مطلق سیارک برابر ۱۴٫۹۰ است.